# Sergei Grigorjewitsch Stroganow

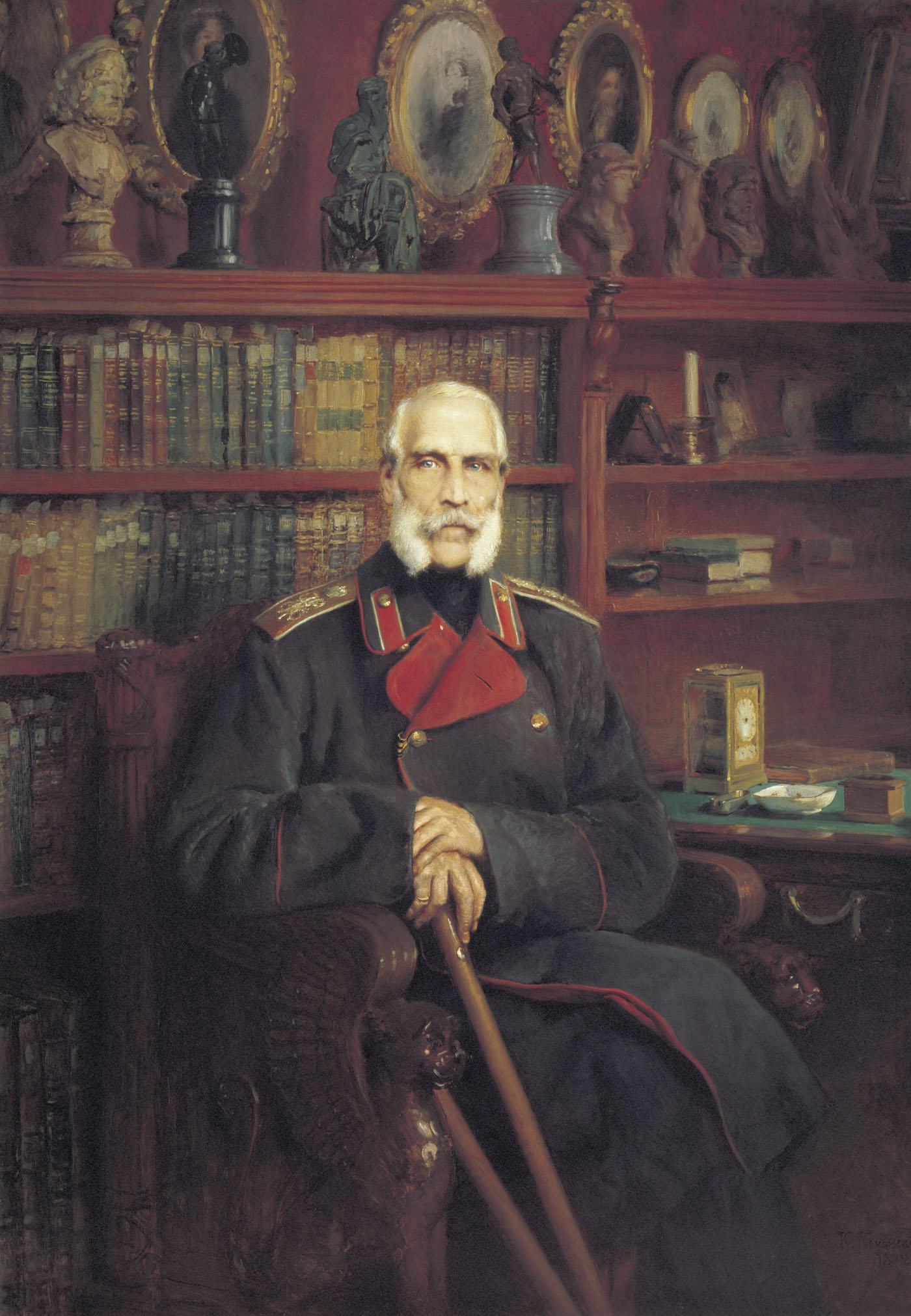
Graf Sergei Grigorjewitsch Stroganow (K. J. Makowski, 1882, Russisches Museum)

Graf Sergei Grigorjewitsch Stroganow (russisch Сергей Григорьевич Строганов; * 8. Novemberjul. / 19. November 1794greg. in St. Petersburg; † 28. Märzjul. / 9. April 1882greg. ebenda) war ein russischer Offizier, Staatsbeamter, Archäologe, Kunstsammler und Mäzen.

## Leben
Stroganow war der älteste Sohn des Barons Grigori Alexandrowitsch Stroganow (1770–1857) und seiner Frau Anna Sergejewna geborene Fürstin Trubezkow (1765–1824). Er erhielt eine ausgezeichnete Erziehung durch Hauslehrer und begann 1810 das Studium an dem gerade gegründeten Institut des Verkehrsingenieurskorps. Nach dem Abschluss begann er seinen Militärdienst. Aufgrund seiner wissenschaftlichen Leistungen wurde er 1811 zum Praporschtschik und 1812 zum Podporutschik befördert. Nach dem Beginn des französischen Angriffs 1812 diente Stroganow in der aktiven Armee, zeichnete sich in mehreren Schlachten aus und erhielt den Orden des Heiligen Wladimir IV. Klasse mit Schleife. Als Porutschik nahm er am anschließenden Sechsten Koalitionskrieg teil und wurde nach der Völkerschlacht bei Leipzig zum Kapitan befördert. Er zeichnete sich bei der Schlacht bei Paris aus und besuchte dann die Museen und Kunstsammlungen in Paris (1814–1815).
1815 wurde Stroganow als Porutschik der Russischen Garde Adjutant des Kavalleriegenerals Baron Ferdinand von Wintzingerode und ließ sich in Moskau nieder. 1817 im April wurde Stroganow Adjutant des Generalstabschefs Pjotr Michailowitsch Wolkonski und im Dezember als Rittmeister Flügeladjutant Alexanders I. 1818 heiratete er in St. Petersburg Natalja Pawlowna Stroganowa (1796–1872), Tochter seines Onkels 3. Grades Pawel Alexandrowitsch Stroganow (1774–1817), dessen Grafentitel er so erbte und in dessen Stroganow-Palais er wohnte.

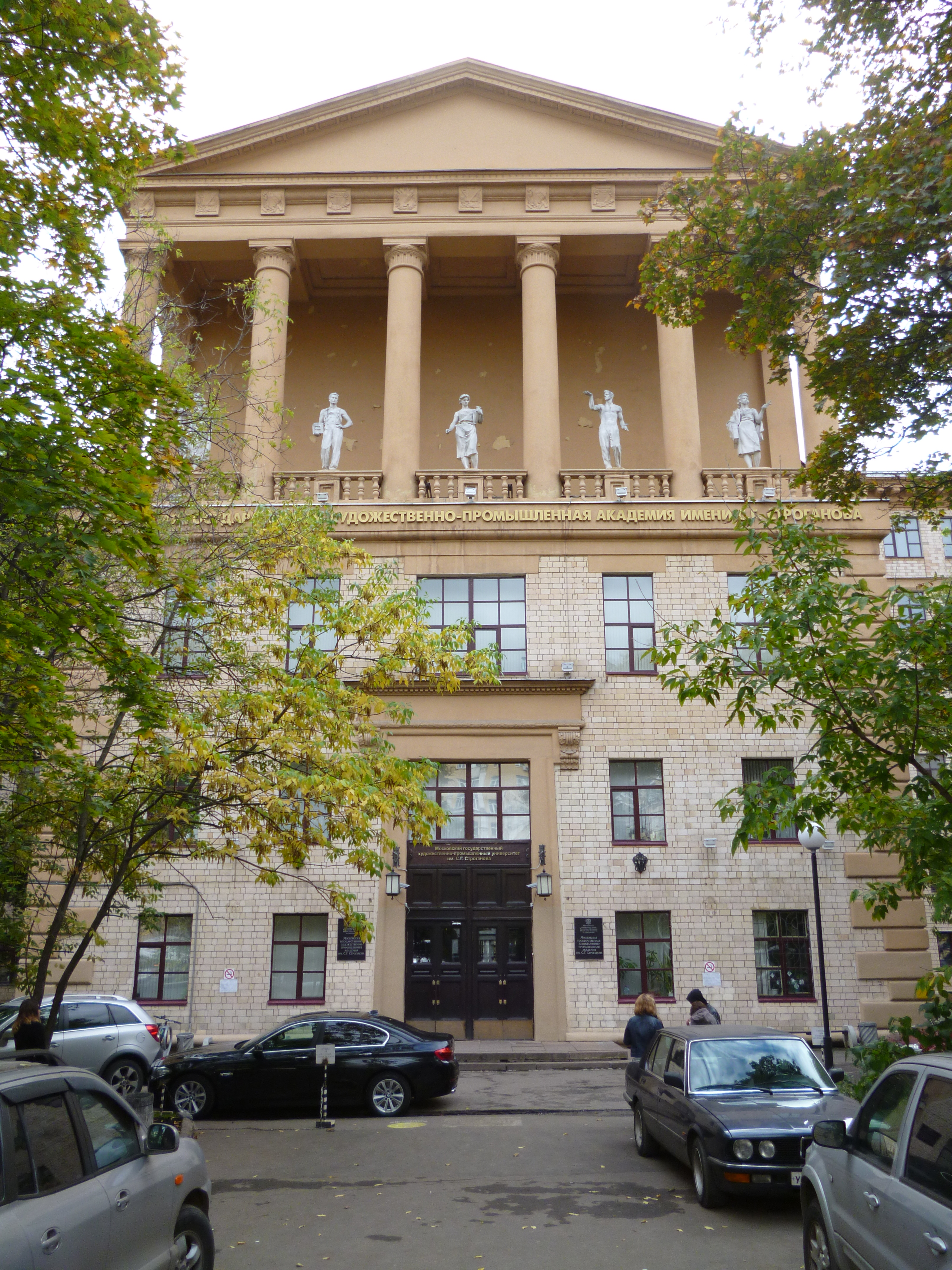
Moskauer Stroganow-Akademie für Kunst und Industrie

Stroganow gründete und finanzierte die erste Zeichenschule in Russland, eine kostenlose Zeichenschule für Kunst und Handwerk für talentierte Kinder unabhängig von Stand und Herkunft, die 1825 in Moskau eröffnet und 12 Jahre lang von Stroganow geleitet wurde (jetzt Moskauer Stroganow-Akademie für Kunst und Industrie). Zu den in der Stroganow-Zeichenschule geförderten Talenten gehörten die als Künstler bekannt gewordenen Nikolai Andrejewitsch Andrejew, Ilja Alexandrowitsch Golossow, Natalja Jakowlewna Danko, Olga Wladimirowna Rosanowa, Alexander Michailowitsch Rodtschenko und Nikolai Michailowitsch Kotschergin. 1826–1835 gehörte Stroganow dem Komitee für Bildungseinrichtungen an. 1827 wurde er Ehrenmitglied der Russischen Akademie der Wissenschaften.
Während des Russisch-Türkischen Krieges (1828–1829) war er als Generalmajor der Kavallerie an den Kämpfen bei Schumen und Warna beteiligt. Darauf wurde er Flügeladjutant Nikolaus I. 1831 war er kommissarischer Militärgouverneur in Riga und 1831–1832 in Minsk. 1835 wurde er Generaladjutant und 1837 Generalleutnant und Senator. Er nahm am Krimkrieg teil und wurde 1856 Mitglied des Staatsrats. 1859 war er kommissarischer Moskauer Generalgouverneur.
Von 1835 bis 1847 war Stroganow Kurator des Moskauer Bildungsbezirks. Für die Universität Moskau gewann er insbesondere Timofei Nikolajewitsch Granowski, Sergei Michailowitsch Solowjow und Pjotr Nikolajewitsch Kudrjawzew. 1835 wurde Stroganow Präsident der Moskauer Gesellschaft der Naturforscher und 1836 Vorsitzender der Moskauer Gesellschaft für Geschichte und Russische Altertümer. Er finanzierte die Restaurierung der Wladimir-Kathedrale in St. Petersburg. Jedes Jahr rüstete er auf eigene Kosten eine archäologische Expedition nach Südrussland aus. Das auf der Krim ausgegrabene Gold der Skythen und der Schatz von Kertsch befinden sich in der St. Petersburger Eremitage. 1847 wurde Stroganow Ehrenmitglied der Universität Moskau. 1859 initiierte Stroganow die Kaiserliche Archäologische Kommission. Er forderte Iwan Jegorowitsch Sabelin auf, in die Kommission einzutreten und Ausgrabungen auf den Grabhügeln in Südrussland durchzuführen.
1860 wurde Stroganow nach St. Petersburg gerufen, um die Leitung der Erziehung des Thronfolgers Nikolai Alexandrowitsch zu übernehmen (bis zu dessen Tod 1865). Auch war er Erzieher weiterer Großfürsten und Alexanders III. 1870 wurde Stroganow Ehrenmitglied der Kaiserlichen Russischen Historischen Gesellschaft in St. Petersburg.
Stroganow besaß Landgüter mit 80.000 Leibeigenen und verwaltete mit seiner Frau deren Majorat im Gouvernement Perm mit 7 Hüttenwerken im Ural und 46.000 Leibeigenen. 1846 führte er ein detailliertes Regelwerk für das Verhalten der Menschen in den Permer Besitzungen ein. Allerdings war Stroganow damit nicht sehr erfolgreich, zumal manche Bauern vor der Bestrafung nach Sibirien flohen. Er war ein Gegner der Reformen Alexanders II. Nach der Ermordung Alexanders II. überzeugte er Alexander III. zusammen mit Konstantin Petrowitsch Pobedonoszew und anderen, die Vorschläge Michail Tarielowitsch Loris-Melikows für eine russische Duma und eine Verfassung abzuweisen.
Stroganow hatte mit seiner Frau Natalja Pawlowna vier Söhne und drei Töchter. Er wurde in St. Petersburg in der Fjodor-Kirche des Alexander-Newski-Klosters begraben. Seine kostbare Sammlung von Münzen und Ikonen hatte er dem Staat vermacht.
In den 1930er Jahren erlitt die Familie Stroganow Repressalien, so dass die Familie von Stawropol nach Grosny umzog. Anfang der 1990er Jahre flüchteten die Nachkommen Stroganows aus Grosny im Zusammenhang mit ethnischen Säuberungen.
Stroganows Namen trägt die Gattung Stroganowia Kar. et Kir. der Familie der Kreuzblütler.

## Ehrungen
- Russischer Orden der Heiligen Anna IV. Klasse (1812)
- Orden des Heiligen Wladimir IV. Klasse mit Schleife (1813)
- Schwertorden IV. Klasse (1813)
- Sankt-Stanislaus-Orden mit Stern (1829)
- Russischer Orden der Heiligen Anna I. Klasse (1831)
- Russischer Orden des Heiligen Georg IV. Klasse für 25-jährigen Dienst (1838)
- Kaiserlich-Königlicher Orden vom Weißen Adler (1839)
- Alexander-Newski-Orden (1845)
- Auszeichnung für XXXV Jahre tadellosen Diensts (1854)
- Diamanten zum Alexander-Newski-Orden (1856)
- Orden des Heiligen Wladimir I. Klasse (1859)
- Großkreuz des Österreichisch-kaiserlichen Leopold-Ordens (1860)
- Orden des Heiligen Andreas des Erstberufenen (1861)
- Hubertusorden (1864)
- Diamanten zum Orden des Heiligen Andreas des Erstberufenen (1869)
- Großkreuz des Hausordens vom Weißen Falken
- Großkreuz des Ordens der Württembergischen Krone
- Roter Adlerorden I. Klasse
- Großherzoglich Hessischer Ludwigsorden
- Elefanten-Orden
- Großkreuz des Ritterordens der hl. Mauritius und Lazarus